# Carl Kleemann
Carl Kleemann (* 1856 in Coburg; † 30. Juni 1902 ebenda) war ein deutscher Architekt und Bauunternehmer in Coburg, er trug den Ehrentitel eines herzoglichen Baurats.

## Leben und Wirken
Als Sohn des Maurermeisters Karl Kleemann ging er nach Beendigung seiner Schulzeit bei seinem Bruder, dem Bauinspektor Bernhard Kleemann, in die Lehre. Im Anschluss besuchte Carl Kleemann die Bauakademien in München und Berlin und übernahm bald das väterliche Baugeschäft. Um 1884 arbeitete Kleemann an der Klosterkirche in Auhausen.
Von 1892 bis zu seinem Tod war Carl Kleemann auch Stadtverordnetenvorsteher und erhielt 1901 für seine Verdienste um seine Heimatstadt das Ritterkreuz des Sächsisch-Ernestinischen Hausordens. 1902 übernahm der Architekt August Berger aus Hildburghausen Kleemanns Baugeschäft und führte noch bis 1913 Bauten nach dessen Plänen aus.

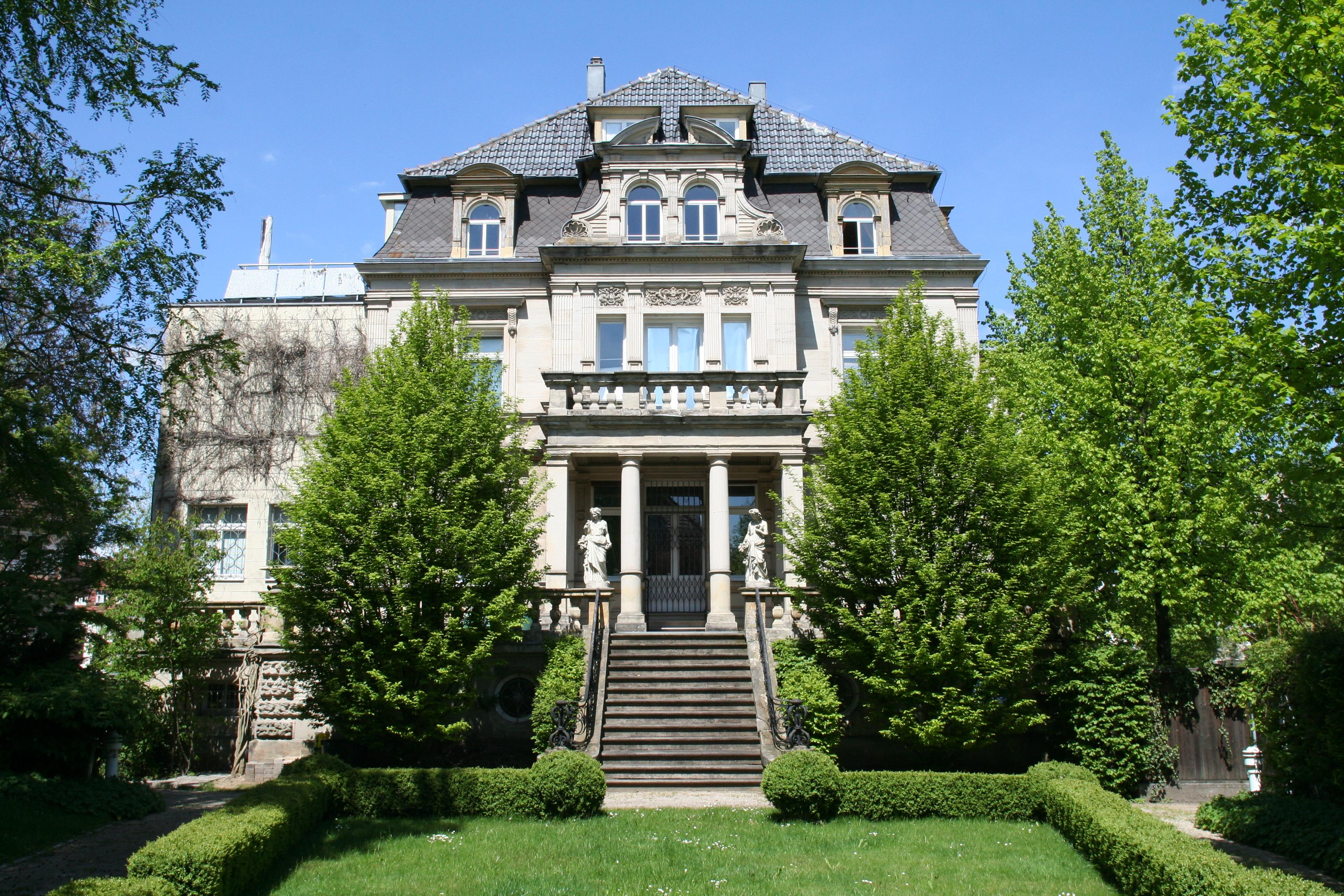
Ernstplatz 8

## Bauwerke
In Coburg wurden folgende Bauten durch Kleemann oder nach seinen Plänen ausgeführt: 
- Am Hofbräuhaus 2, 3 (Umbauten 1875/1885)
- Bahnhofstraße 10/12 (Pläne 1902, Ausführung durch August Berger 1910–1913)
- Ernstplatz 8 (Neubau 1899–1900)
- Festungsstraße 10a (Neubau 1900)
- Gustav-Freytag-Weg 23 (Pläne 1902, Ausführung durch Max Böhme 1904)
- Gymnasiumsgasse 7 (Erweiterung 1901)
- Hermgasse 13 (Dachausbau 1893)
- Himmelsacker 63 (Bismarckturm) (Neubau 1900–1901)
- Hintere Kreuzgasse 1 (Pläne 1902, Ausführung durch August Berger 1904–1905)
- Judengasse 1a (Umbauten 1901) und Judengasse 18 (Neubau 1899)
- Kasemenstraße 13, 15 (Neubauten 1901)
- Ketschengasse 24 (Neubau 1890)
- Kleine Johannisgasse 6 (Erweiterung 1893)
- Kreuzwehrstraße 2 (Neubau Remise 1900)
- Lossaustraße 10 (Umbau 1894)
- Löwenstraße 21/23, 25/27 (Neubauten 1888 + 1892)
- Mühlgasse 5 (Ausbau 1895)
- Pilgramsroth 5 (Neubau 1891)
- Rosenauer Straße 2 (Neubau 1893)
- Seidmannsdorfer Straße 5, 32 (5: Neubau 1894; 32: Erweiterung 1901)
- Spitalgasse 3 (Umbau 1885)
- Weichengereuth 11 (Erweiterung 1897)